# ヴィスビュー (小惑星)
ヴィスビュー (6102 Visby) は小惑星帯に位置する小惑星。1992年から1993年に行われた、ウプサラ＝ヨーロッパ南天天文台小惑星・彗星サーベイ (UESAC: Uppsala-ESO Survey of Asteroids and Comets) で発見された。
スウェーデンのゴットランド島の都市、ヴィスビューから命名された。